# State Line (Misisipi)
State Line es un pueblo situada entre el Condado de Greene y el Condado de Wayne, Misisipi, Estados Unidos. Según el censo de 2000 tenía una población de 555 habitantes y una densidad de población de 50.2 hab/km².

## Demografía
Según el censo de 2000, había 555 personas, 197 hogares y 148 familias residiendo en la localidad. La densidad de población era de 50,2 hab./km². Había 230 viviendas con una densidad media de 20,8 viviendas/km². El 42,70% de los habitantes eran blancos, el 56,94% afroamericanos y el 0,36% pertenecía a dos o más razas.
Según el censo, de los 197 hogares en el 39,1% había menores de 18 años, el 41,1% pertenecía a parejas casadas, el 29,9% tenía a una mujer como cabeza de familia y el 24,4% no eran familias. El 21,8% de los hogares estaba compuesto por un único individuo y el 9,6% pertenecía a alguien mayor de 65 años viviendo solo. El tamaño promedio de los hogares era de 2,82 personas y el de las familias de 3,29.
La población estaba distribuida en un 34,4% de habitantes menores de 18 años, un 11,4% entre 18 y 24 años, un 26,8% de 25 a 44, un 16,8% de 45 a 64 y un 10,6% de 65 años o mayores. La media de edad era 28 años. Por cada 100 mujeres había 82,6 hombres. Por cada 100 mujeres de 18 años o más, había 72,5 hombres.
Los ingresos medios por hogar en la localidad eran de 22.500 dólares ($) y los ingresos medios por familia eran 27.083 $. Los hombres tenían unos ingresos medios de 26.563 $ frente a los 20.625 $ para las mujeres. La renta per cápita para la ciudad era de 9.030 $. El 33,6% de la población y el 28,4% de las familias estaban por debajo del umbral de pobreza. El 46,9% de los menores de 18 años y el 25,4% de los habitantes de 65 años o más vivían por debajo del umbral de pobreza.

## Geografía
Según la Oficina del Censo de los Estados Unidos, State Line tiene un área total de 11,1 km² de los cuales 11,1 km² corresponden a tierra firme y 0,1 km² a agua. El porcentaje total de superficie con agua es 0,70%.